# Tossal de Sant Cristol
El Tossal de Sant Cristol és una muntanya de 1.126 metres que es troba al municipi del Pont de Suert, a la comarca catalana de l'Alta Ribagorça.